# 澳底
澳底（おうてい）は、台湾新北市貢寮区三貂角と龍洞岬に挟まれた一帯を指す。台湾出兵時に日本軍が初めて上陸した港としても知られている。